# Pakxan
Pakxan (o Paksan, in lao ປາກຊັນ) è una città del Laos, situata nella provincia di Bolikhamxai.